# シン・グ
シン・グ（申 久、신구、1936年8月13日 -　）は、韓国の俳優。2010年に文化勲章を授与された。成均館大学国文学科中退。

## 人物、来歴
ソウル大学校の受験で2度落第した。成均館大学国文学科に入学。1962年に舞台「牛」でデビューした。芸名で活動するきっかけは韓国演劇アカデミー（現在のソウル芸術大学校）教授で脚本家の柳致真に提案されたことである。しかし、家族は彼が演劇で活動することに反対していた。1969年にはKBS公採タレントに選出されて以来、主人公の父親役を演じ続けている。2013年にはイ・スンジェ、パク・クニョン、ペク・イルソプらと共に『花よりおじいさん』に出演している。

## 出演作品
凡例：KBS＝韓国放送公社、MBC＝文化放送、SBS＝ソウル放送

### テレビドラマ
- 大韓国人（1979年、KBS） - 真鍋判事役
- 崖の上の人々（1980年、KBS）
- 昔の私は幼い頃に（1981年、KBS）
- 幻の恐怖（1981年、KBS）
- 春にはレンギョウ（1982年、KBS）
- 純愛（1982年、KBS）
- 開国（1983年、KBS） - チェ・ヨン役
- 娘が好き（1984年、KBS）
- 夜明け（1985年、KBS） - イ・スンマン役
- 女心（1986年、KBS）
- 長姉（1987年、KBS） - 院長役
- 土地（1987年、KBS） - コン老人役[4]
- テレビ孫子病法（1987年、KBS） - ミンウの父役
- 捕らえられた魂（1988年、KBS） - 高宗役
- 智異山（1989年、KBS） - 医師役
- 無風地帯（1989年、KBS） - 張勉役
- 裏切りのバラ（1990年、MBC） - ソ・ヨンチョル役
- 反民特委（1990年、MBC） - パク・フンシク役
- 余命のその日（1990年、KBS） - イ・スンマン役
- 王道（1991年、KBS） - ホン・ボンハン（洪鳳漢）役
- 明日は愛（1992年、KBS） - 史学科教授役
- 宮廷女官キム尚宮（1995年、KBS） - イ・ウォニク役
- 愛を覚えてください（1995年、MBC） - ウ刑事役
- 風の息子（1995年、KBS） - ホ・フデ役
- 華麗な休暇（1995年、KBS） - 大統領役
- 近所の女（1997年、SBS） - ナ・ガムソク役
- 王と妃（1998年、KBS） - ヤンニョン大君役
- 学校（1999年、KBS） - シン・ブンス役
- トマト（1999年、SBS） - チェ・ギガム役
- ジュリエットの男（2000年、SBS） - チャン・サンプ役
- どうしても彼らを止められない（2000年-2002年、SBS） - ヤ・キュ役
- その女人を捕まえろ（2002年、SBS） - ペク・ソンダル役
- 妻 （2003年、KBS） - ソ・サン役
- サンドゥ、学校へ行こう!（2003年、KBS） - ソン・ジョンドゥ校長役
- 愛情万歳（2003年、SBS） - イ・ドグボ役
- 北京、私の愛（2004年、KBS・CCTV合作） - ファン会長役
- ごめん、愛してる（2004年、KBS） - ミン・ヒョンソク役
- 名家の娘ソヒ（2004年、KBS） - ムン議員役
- 18・29〜妻が突然18才!?（2004年、KBS） - カン・チス役
- 別れに対処する私たちの姿勢（2005年、MBC） - ハン・ビルポン役
- ソウル1945（2006年、KBS） - ヨ・ウニョン役
- 19歳の純情（2006年、KBS） - ホン・ボンナム役
- 銭の戦争（2007年、SBS） - トクゴ・チョル役
- 王と私（2007年-2008年、SBS） - ノ・ジョンソプ役
- ありがとうございます（2007年、MBC） - イ・ビョングク役
- キムチチーズスマイル（2008年、SBS） - 本人役
- 銭の戦争　The Original （2008年、tvN） - トク・ゴチョル役
- 家門の栄光（2008年-2009年、SBS） - ハ・マンギ役
- 善徳女王（2009年、MBC） - ウルチェ役
- オレのことスキでしょ。（2011年、MBC） - イ・ドンジン役
- 百年の遺産（2013年、MBC） - オム・ペンダル役
- 神様がくれた14日間（2014年、SBS） - チュ・ビョンウ役
- ディア・マイ・フレンズ（2016年、tvN） - キム・ソクギュン役
- マイ・ディア・ミスター〜私のおじさん〜（2018年、tvN） - チャン・ハング役
- オクラン麺屋（2018年、KBS） - ダルジェ役
- カイロス〜運命を変える1分〜（2020年、MBC） - チャン・ハング役
- The Empire：法の帝国（2022年、JTBC） - ハム・ミンヒョン役

### 映画
- 血と火（1991年） - 情報局長役
- 私たちの歪んだ英雄（1992年） - チェ先生役
- 一八一八（1997年）
- 八月のクリスマス（1998年） - ジョンウォンの父役
- 北京飯店（1999年） - ハン社長役
- 反則王（2000年） - デホの父役
- ロスト・メモリーズ（2002年） - 高橋役
- YMCA野球団（2004年） - コ・チャングン役
- ジャスティンと勇気の騎士の物語（2013年）- ブラウリオ役（韓国語吹き替え）
- 天文：空に尋ねる（2019年）- ファン・ヒ役

### バラエティ
- 家族娯楽館 - ゲスト出演
- 花よりおじいさん（2013年-2008年）- レギュラー
- ユン食堂（2017年）- アルバイト

### 広告
- LGエレクトロニクス電子式VTR（イム・ドンジン、イ・スンジェと共演）
- 三養食品ビーフラーメン
- ロッテ七星飲料
- 韓国ヤクルト
- ロッテリア
- ソノコン
- ネットマーブル

## 受賞歴
- 1999年 KBS演技大賞男子部門優秀演技賞
- 2001年 SBS演技大賞功労賞
- 2009年 MBC演技大賞プロデューサー賞